# ОШ „Светозар Марковић” Београд
ОШ „Светозар Марковић” једна је од основних школа у Београду. Налази се у улици Хаџи Милентијева 62.

## Опште информације
Школа се налази у врачарском насељу Неимар, преко пута Неимарског парка, у непосредној близини амбасада Гане и Бугарске.
У школи се учи енглески, шпански и француски језик. Постоји продужени боравак, а од ваннаставних активности издвајају се драмско стваралаштво, музичка, литерална и рецитаторска секција. Данас школу похађа 720 ученика распоређених у 26 одељења, о којима брине 55 запослених.
Име је добила по Светозару Марковићу, српском публицисти, социјалисти, књижевном критичару, филозофу и политичком активисти.

## Историјат
Школа је почела са радом као Десета осмољетка, у октобру 1950. године. Име Светозара Марковића понела је 1951. године, а 20. октобра 1954. године добила је нову зграду, коју користи и данас. Пројекат школе израдио је 1953. године архитекта В. Милић.
Током 2017. године школа је реконструисана и дограђена, а пројекат потписују архитекте Дијана Аџемови-Анђелковић и Владимир Анђелковић. Назидан је још један спрат на објекат, на пресеку два крила објекта налази се вертикални продор кроз постојећу и новоосовану структуру школе. На тај начин добијен је атримујски простор са ослобођеним лифтовским окном, односно омогућено повезивање старог и новог дела објекта. Поред постојећих, добијене су учионице за информатику, стране језике, физику и хемију, заједно са кабинетима. Дорадом школе добијени су и простори за наставну зборницу, читаоницу са боравком на отвореном и свечану салу. Пројекат је реализован 2017. године, инвеститор је био град Београд, а финансијери Влада Републике Србије и Министарство просвете, науке и технолошког развоја Републике Србије.

## Знаменити ученици и директори

### Ученици
Основну школу „Светозар Марковић” похађао је велики број ученика који су данас познате лично и уважени грађани: 
- др Љубића Рајић
- др Жакић Невенка
- др Мирјана Васовић
- др Предраг Симић
- др Гордана Исаиловић
- др Љубомир Прелић
- др Иван Виденовић
- др Смиља Тодоровић
- др Невенка Чаловска
- академик Ненад Швракић
- Вујовић Слободанка и Драшко
- Бранка Оташевић
- Ивана Хибер
- Слободан Комен
- Каћа Дивац
- Зорица Мићевић
- Ружа Берберски
- Драшко Топаловић
- Војислав Аврамовић
- браћа Зупанц
- Анђелка Михајлов
- Мирјана Станковић
- Душан Дуњић
- Бранка Вујовић –Покрајац
- др Пера Богуновић
- Мирољуб Дуги Дамјановић
- Светозар и Дејан Цветковић
- Душка Јованић
- Браћа Цолић
- Драгор Хибер
- Драган Хаџи – Тановић
- Милан Париводић
- Љиљана Лашић
- Татјана Ленард
- Љубица Гојгић
- Андрија Павловић
- Марија и Александар Живковић
- Браћа Швракићи
- Жика Живац
- Искра Брајовић
- Мирко Ковач
- Пеђа Михајловић
- др. Никола Војводић

### Директори
Списак директора основне школе „Светозар Марковић”, од оснивања до данас:
- Бранка Матошић 1950—1951
- Деса Анђелић 1951—1964
- Радосав Илић 1964—1975
- Боривоје Ристић 1975—1976
- Милош Коџо 1976—1988
- Спиридон Јанковић 1988—1995
- Драги Лукић 1995—2017
- Ивана Оролицки 2017—данас